# 鍋島直要
鍋島 直要（なべしま なおもと、1935年〈昭和10年〉12月14日 - 2008年〈平成20年〉6月27日）は、肥前国佐賀藩鍋島家第14代当主。

## 概要・経歴
侯爵でゴルフ選手としても活躍した鍋島直泰の長男として誕生。
慶應義塾大学中退、イリノイ州モンマス大学卒業。1964年より鍋島陶器代表取締役、1967年よりインペリアル・エンタープライズの代表取締役を務めた。
ゴルフ選手として活躍した父と同じく自身もゴルフに携わり、公益財団法人日本ゴルフ協会常任理事を務め、アマチュア時代の倉本昌弘やアマチュアゴルフ界を牽引した阪田哲男らに影響を与えた。

## 系譜
- 曾祖父：鍋島直大
- 曾祖父：久邇宮朝彦親王
- 祖父：朝香宮鳩彦王
- 父：鍋島直泰
- 母：鍋島紀久子
- 再従兄：明仁
- 長男：鍋島直晶